# The Face (chương trình truyền hình Mỹ)
The Face là cuộc thi truyền hình thực tế về người mẫu của Mỹ. Chương trình được host bởi Nigel Barker, người từng là giám khảo trước đây trong America's Next Top Model. The Face sẽ theo ba siêu mẫu thế giới làm cố vấn khi họ cạnh tranh với nhau để tìm"gương mặt"của một thương hiệu. Chương trình được công chiếu vào ngày 12 tháng 2 năm 2013, trên Oxygen.
Người sáng lập chương trình là siêu mẫu Naomi Campbell, cũng là cố vấn và nhà sản xuất cho tất cả các mùa thi. Mùa thi đầu tiên lên sóng chính thức vào ngày 12 tháng 2 năm 2013. Cùng với Naomi Campbell, Coco Rocha và Karolina Kurkova cũng sẽ là cố vấn người mẫu cho 4 cô gái trong đội của mình. Vào mùa thứ 2, Anne Vyalitsyna và Lydia Hearst thay thế Coco Rocha và Karolina Kurkova là cố vấn người mẫu cho đội của mình.

## Dẫn chương trình và Huấn luyện viên
| Naomi Campbell   | ✔   | ✔   |
| Anne Vyalitsyna  |     | ✔   |
| Lydia Hearst     |     | ✔   |
| Coco Rocha       | ✔   |     |
| Karolina Kurkova | ✔   |     |
| Dẫn chương trình | Mùa | Mùa |
| Dẫn chương trình | 1   | 2   |
| Nigel Barker     | ✔   | ✔   |

| Huấn luyện viên  | Mùa              | Mùa              |
| Huấn luyện viên  | Mùa 1            | Mùa 2            |
| Naomi Campbell   | Huấn Luyện viên  | Huấn Luyện viên  |
| Anne Vyalitsyna  | Huấn Luyện viên  |                  |
| Lydia Hearst     | Huấn Luyện viên  |                  |
| Karolina Kurkova |                  | Huấn Luyện viên  |
| Coco Rocha       |                  | Huấn Luyện viên  |
| Nigel Barker     | Dẫn chương trình | Dẫn chương trình |
| ---------------- | ---------------- | ---------------- |

## Các mùa
| Mùa | Ngày phát sóng      | Quán quân      | Á quân                    | Thứ tự loại trừ | Số thí sinh |
| --- | ------------------- | -------------- | ------------------------- | --- | ----------- |
| 1   | 12 tháng 2 năm 2013 | Devyn Abdullah | Margaux Brooke Zilin Luo  | Aleksandra Dubrovskaya, Christy Nelson, Marlee Nichols (bỏ cuộc), Brittany Mason, Madeleine Armstrong, Sandra Woodley, Jocelyn Chew & Stephanie Lalanne, Ebony Olivia Smith | 12          |
| 2   | 5 tháng 3 năm 2014  | Tiana Zarlin   | Ray Clanton Afiya Bennett | Isabelle Bianchi, Nakisha Bromfield, Kira Dikhtyar, Alana Duval, Allison Millar, Khadisha Gaye, Sharon Gallardo, Amanda Gullickson, Felisa Wiley (quit)                     | 12          |

Ký hiệu đội Huấn luyện viên
     Team Naomi (mùa 1–2)
     Team Coco (mùa 1)
     Team Karolina (mùa 1)
     Team Anne (mùa 2)
     Team Lydia (mùa 2)